# Куртутель
Куртутель (баш. Ҡыртүтәл) — деревня в Шаранском районе Республики Башкортостан Российской Федерации. Входит в состав Зириклинского сельсовета. Основана в 1751 году, в 1950—60-х годах имела статус села. В 1910—70-х годах население деревни превышало 400 человек, затем началось падение, по переписи 2010 года оно составляет 176 человек.

## География

### Географическое положение
Расположена у автодороги 80К-002 «Белебей — Бакалы», неподалёку от впадения речки Камышлинки в реку Сюнь.
Расстояние до:
- районного центра (Шаран): 28 км,
- центра сельсовета (Зириклы): 3 км,
- ближайшей ж/д станции (Туймазы): 35 км.

### Климат
По комплексу природных условий деревня, как и весь район, относится к лесостепной зоне и характеризуется умеренно континентальным климатом со всеми его особенностями: неустойчивость и резкие перемены температуры, неравномерное выпадение осадков по годам и временам года. В деревне довольно суровая и снежная зима с незначительными оттепелями, поздняя прохладная и сравнительно сухая весна, короткое жаркое лето и влажная прохладная осень.
| Показатель                                                   | Янв. | Фев. | Март | Апр. | Май | Июнь | Июль | Авг. | Сен. | Окт. | Нояб. | Дек. |
| ------------------------------------------------------------ | ---- | ---- | ---- | ---- | --- | ---- | ---- | ---- | ---- | ---- | ----- | ---- |
| Средний суточный максимум, °C                                | −9   | −7   | 0    | 10   | 19  | 23   | 25   | 23   | 16   | 8    | −1    | −7   |
| Средний суточный минимум, °C                                 | −15  | −15  | −9   | 0    | 7   | 11   | 13   | 12   | 7    | 1    | −6    | −13  |
| Норма осадков, мм                                            | 30   | 27   | 33   | 36   | 47  | 65   | 48   | 46   | 51   | 53   | 41    | 38   |
| Источник: Климат Куртутель. Дата обращения: 20 августа 2024. |      |      |      |      |     |      |      |      |      |      |       |      |

## История
В 1751 году башкирами Киргизской волости Казанской дороги было припущено 10 дворов ясачных марийцев во главе с Табдиром и Ямкузой Ямтыбаевыми. Они должны были платить оброк по одному рублю ежегодно. 20 жителей деревни участвовали в восстании Пугачёва. 1 января 1783 года была припущена новая группа марийцев. Ясачные марийцы перешли в сословие тептярей.
Название произошло от местности Коро тутал (в переводе с башкирского — «сухая гряда»). По VIII ревизии 1834 года — деревня Крутутелева 3-го тептярского стана Белебеевского уезда Оренбургской губернии. Тептяри владели землёй совместно с башкирами-вотчинниками. Тогда в деревне имелось 3 мельницы, жителям принадлежало 164 улья пчёл. С 1839 года здесь также поселились государственные крестьяне из марийцев (16 мужчин).
В конце 1865 года — деревня Крутутелева (Каратуталь) 3-го стана Белебеевского уезда Уфимской губернии при речке Камышле. Жители занимались сельским хозяйством и пчеловодством.
В 1895 году — деревня Курутутель Заитовской волости VI стана Белебеевского уезда. Имелся хлебозапасный магазин. По описанию, данному в «Оценочно-статистических материалах», деревня состояла из двух частей.
Большая часть, где проживали припущенники, находилась по ровному месту по речке Камышлинке. Надел был в одном месте и доходил до реки Сюнь, селение было на юге надела. В последнее время пашня увеличилась за счёт леса. Поля были по ровному месту, до 1 версты от селения. Почва — чернозём с незначительной примесью песка. Из сельскохозяйственных орудий было две веялки. Выгон был на ровном месте, паслись на нём рабочие лошади и телята, а рогатый скот пасся на нём только в начале июля. Лес находился в одном участке к северо-востоку от селения, по низкому и сырому месту, заливаемому весной разлившейся рекой Сюнь. Государственные крестьяне проживали по речке Камышлинке на ровном месте, в полях встречались болотистые места. Надел находился в одном месте, селение — на северо-востоке надела. В последнее время пашня увеличилась за счёт леса и лугов. Поля были по холмистому месту с пологим склоном на восток, до 1/2 версты от селения. Почва — чернозём с примесью песка. Встречались логи с пологими берегами и скудной растительностью. Выгон был на ровном месте, паслись на нём рабочие лошади и телята, а рогатый скот пасся на нём только с 1 июля по 20 августа. Лес находился в одном участке, к юго-западу от селения, в низине по болотистому месту. В 1905 году в деревне Куртутелево показаны бакалейная лавка, хлебозапасный магазин и водяная мельница.
По данным подворной переписи, проведённой в уезде в 1912—13 годах, деревня Крутутель (Курутутель) входила в состав Крутутельского сельского общества Заитовской волости. 9 хозяйств припущенников из 67 не имели надельной земли. Общее количество надельной земли составляло 826,2 казённые десятины (из неё 88,62 сдано в аренду 19 хозяйствами), в том числе 24 десятины усадебной земли, 600 десятин пашни и залежи, 94 — леса, 58 десятин сенокоса, 6 — выгона и 44,2 — неудобной земли. Также 78,61 десятины земли было арендовано единолично 28 хозяйствами. Посевная площадь составляла 323,68 десятины, из неё 147,41 десятины занимала рожь, 52,99 — овёс, 44,91 — греча, 36,3 — просо, 29,76 десятины — горох, остальные культуры (картофель, полба, конопля и пшеница) — 12,31 десятины. Из скота имелось 143 лошади, 166 голов крупного рогатого скота, 409 овец и 55 коз, также 12 хозяйств держали 74 улья пчёл. 9 человек занимались промыслами.
В 1914 году деревня перешла в состав Ново-Юзеевской волости. В 1917 году большая часть жителей (63 хозяйства) жили в крайней нужде, хлеба до нового урожая обычно не хватало. 15 хозяйств были безлошадными. Чтобы прокормить семью, крестьяне уходили на заработки, многие шли к помещику Александрову, который владел 800 десятинами земли и лесом.
В 1923 году произошло укрупнение волостей, и деревня вошла в состав Шаранской волости Белебеевского кантона Башкирской АССР. В 1930 году в республике было упразднено кантонное деление, образованы районы. Деревня вошла в состав Бакалинского района, а в 1935 году — в состав вновь образованного Шаранского района. В 1930 году был образован колхоз «Рассвет», построен конный двор, где содержалось много лошадей.
В 1939 году — деревня Картутель Алёшинского сельсовета Шаранского района. Деревня перешла туда 9 мая 1937 года из Колосовского сельсовета, однако уже в 1940 году вошла в состав Людмиловского сельсовета.
25 октября 1951 года населённый пункт передан Зириклинскому сельсовету, тогда же колхоз «Рассвет» вошёл в состав колхоза «Беренче май», позднее переименованного в «Правду». В 1952, 1959 и 1961 годах Куртутель отмечен как село.
В начале 1963 года в результате реформы административно-территориального деления село было включено в состав Туймазинского сельского района, с марта 1964 года — в составе Бакалинского, с 30 декабря 1966 года — вновь в Шаранском районе. В 1970 году и далее вновь отмечается как деревня.
В 1997—2009 годах деревня входила в состав СПК «Правда». По состоянию на 2014 год в личных подсобных хозяйствах деревни имелось 275 голов крупного рогатого скота (в том числе 95 коров), 268 овец и 17 коз, 93 свиньи и 1424 головы птицы.

## Население
По состоянию на 2014 год в деревне было зарегистрировано 234 человека в 79 семьях, из них 21 ребёнок до 7 лет, 24 ребёнка от 7 до 16 лет, 75 мужчин и 46 женщин трудоспособного возраста и 25 мужчин и 43 женщины старше трудоспособного возраста.
| Год  | Методика              | Жителей | Мужчин | Женщин | Дворов | Преобладающие национальности/сословия                                                                            | Источники            |
| ---- | --------------------- | ------- | ------ | ------ | ------ | --- | -------------------- |
| 1783 | IV ревизия            | 109     | 51     | 58     | н/д    | н/д | [ 8 ]                |
| 1795 | V ревизия             | 127     | 68     | 59     | 15     | н/д | [ 8 ]                |
| 1816 | VII ревизия           | н/д     | 61     | н/д    | н/д    | н/д | [ 8 ]                |
| 1834 | VIII ревизия          | н/д     | 74     | н/д    | 34     | тептяри | [ 8 ] [ 10 ]         |
| 1859 | X ревизия             | 193     | 95     | 98     | 33     | припущенники | [ 8 ] [ 30 ]         |
| 1865 | текущий учёт          | 198     | 104    | 94     | 30     | 185 черемисов и 13 башкир                                                                                        | [ 11 ]               |
| 1895 | текущий учёт          | 329     | 164    | 165    | 59     | н/д | [ 12 ]               |
| 1902 | сведения земства      | н/д     | 170    | н/д    | 62     | припущенники военного звания и бывшие государственные крестьяне                                                  | [ 31 ]               |
| 1905 | текущий учёт          | 376     | 188    | 188    | 66     | н/д | [ 14 ]               |
| 1912 | подворная перепись    | 422     | 213    | 209    | 79     | 337 припущенников из черемисов в 67 хозяйствах и 85 бывших государственных крестьян из черемисов в 12 хозяйствах | [ 15 ]               |
| 1917 | с/х перепись          | 461     | н/д    | н/д    | 86     | 423 марийца в 79 дворах, 33 русских в 6 дворах, 5 чувашей в 1 дворе                                              | [ 32 ]               |
| 1920 | перепись              | 393     | 195    | 198    | 83     | н/д | [ 33 ]               |
| 1920 | перепись              | 443     | н/д    | н/д    | 87     | 398 марийцев в 78 дворах, 45 русских в 9 дворах                                                                  | [ 34 ]               |
| 1925 | подготовка к переписи | н/д     | н/д    | н/д    | 77     | н/д | [ 33 ]               |
| 1939 | перепись              | 405     | 175    | 230    | н/д    | н/д | [ 20 ]               |
| 1959 | перепись              | 401     | 160    | 241    | н/д    | марийцы | [ 24 ] [ 25 ]        |
| 1970 | перепись              | 434     | 186    | 248    | н/д    | марийцы | [ 27 ] [ 35 ]        |
| 1979 | перепись              | 404     | 178    | 226    | н/д    | марийцы | [ 36 ] [ 37 ]        |
| 1989 | перепись              | 272     | 128    | 144    | н/д    | марийцы | [ 38 ] [ 39 ] [ 40 ] |
| 2002 | перепись              | 221     | 102    | 119    | н/д    | марийцы (93 %)                                                                                                   | [ 39 ] [ 41 ]        |
| 2010 | перепись              | 176     | 82     | 94     | н/д    | н/д | [ 42 ]               |

## Инфраструктура
Деревня электрифицирована и газифицирована, действует автобусная остановка на трассе 80К-002 «Белебей — Бакалы», есть водопровод протяжённостью 1,8 км, централизованная канализация отсутствует. В 2007 году смонтирована АТС на 48 номеров. Работают магазин товаров повседневного спроса «Гульназ», детский сад (14 воспитанников) и начальная школа (6 учеников), фельдшерско-акушерский пункт и сельский клуб на 100 мест. В 2014 году почти все дома деревни были деревянными, их общая площадь составила 3552 м², на долю каменных домов пришлось лишь 80,4 м². В деревне две улицы, покрытых щебнем — Торговая и Школьная, протяжённость улично-дорожной сети составляет 2,247 км.
К западу от деревни расположено кладбище площадью 0,72 га и заполненностью 70 %. Деревню обслуживает Шаранская центральная районная больница, почтовое отделение находится в центре сельсовета, селе Зириклы, средняя школа — также в селе Зириклы.

### Комментарии
1. ↑  По официальным данным переписи.
2. ↑  По данным современного подсчёта по сохранившимся подворным карточкам.